# Световно първенство по шахмат 1957
Световното първенство по шахмат през 1957 г. се провежда под формата на мач между действащия световен шампион Михаил Ботвиник и претендента Василий Смислов.
Мачът се състои от 24 партии, като при равенство Ботвиник би запазил титлата си. Провежда се в Москва между 5 март и 27 април 1957 г. Смислов печели и става седмия световен шампион по шахмат.
Съдия е шведският гросмайстор Гидеон Щалберг. Ботвиник играе без секундант, защото след мача от 1954 г. губи вяра в секундата си, предполагайки, че издават информация на Смислов.

## Резултати
|                 | 1 | 2 | 3 | 4 | 5 | 6 | 7 | 8 | 9 | 10 | 11 | 12 | 13 | 14 | 15 | 16 | 17 | 18 | 19 | 20 | 21 | 22 | Точки |
| --------------- | - | - | - | - | - | - | - | - | - | -- | -- | -- | -- | -- | -- | -- | -- | -- | -- | -- | -- | -- | ----- |
| Василий Смислов | 1 | ½ | ½ | 0 | 0 | 1 | ½ | 1 | ½ | ½  | ½  | 1  | 0  | ½  | ½  | ½  | 1  | ½  | ½  | 1  | ½  | ½  | 12½   |
| Михаил Ботвиник | 0 | ½ | ½ | 1 | 1 | 0 | ½ | 0 | ½ | ½  | ½  | 0  | 1  | ½  | ½  | ½  | 0  | ½  | ½  | 0  | ½  | ½  | 9½    |